# Лавровишня лекарственная
Лаврови́шня лекарственная (лат. Prúnus laurocérasus) — вечнозелёное древесное растение; вид подрода Вишня рода Слива (Prunus) семейства Розовые (Rosaceae).

## Этимология
По одной из версий, название «лавровишня» произошло из-за сходства листьев с листьями лавра, а плодов — с плодами вишни.

## Ботаническое описание

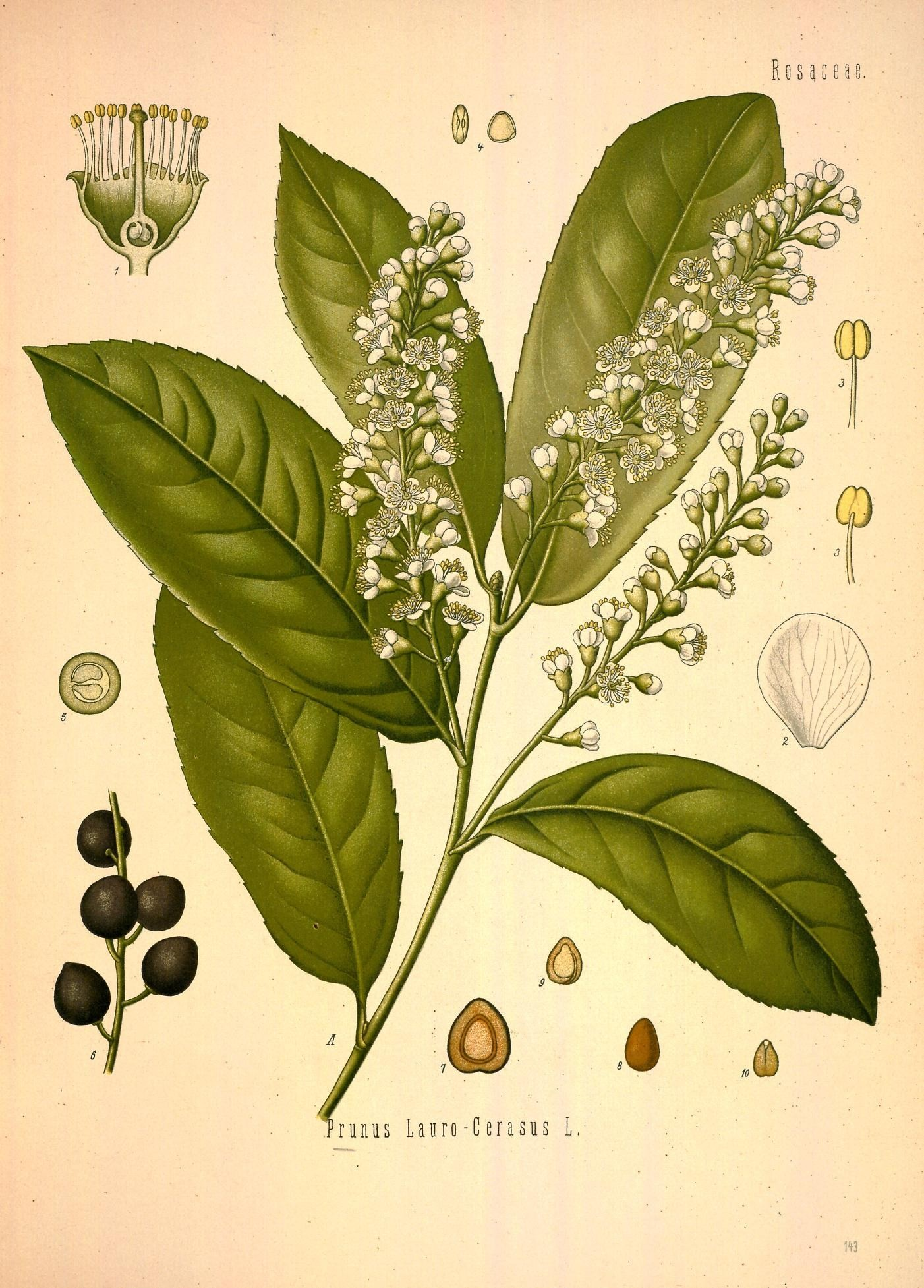

Вечнозелёный кустарник или дерево высотой 2—6 м.
Листья продолговатые, 5—20 см длиной, цельнокрайные, кожистые, сверху блестящие, тёмно-зелёные, снизу матовые.
Цветки с пятью чашелистиками, пятью белыми лепестками, 20 тычинками и одним пестиком, собранные в густые кисти 5—13 см длиной. Цветёт в апреле — мае.
Плод — округло-яйцевидная чёрная однокостянка около 8 мм длиной с сочной мякотью и гладкой косточкой, плодоносит в июле — августе.

## Распространение и среда обитания
Растёт главным образом в тёплых и умеренных областях Евразии и Америки.
В России произрастает на Черноморском побережье Кавказа и на Южном берегу Крыма.
Хорошо растёт на перегнойно-карбонатных почвах, известковых, суглинистых и супесчаных.

## Хозяйственное значение и применение
Растение ядовито. Содержит синильную кислоту и другие ядовитые вещества. Ядовиты цветки, кора, почки, семена и листья. Ядовитость обусловлена присутствием глюкозида амигдалина ({\displaystyle {\ce {C20H27O11N + 3H2O}}}) и прилауразина ({\displaystyle {\ce {C14H17O6N}}}). Чаще всего отравляются листьями овцы и козы. Крупный рогатый скот и лошади не поедают, при случайно поедании отравляются. Более ядовиты листья. При высушивании ядовитые свойства исчезают.
Издавна культивируется как декоративное растение. Лавровишня широко используется в живых изгородях, а также в массовой посадке на склонах для укрепления почвы.
Лавровишневая вода (лат. Aqua Laurocerasi), являющаяся продуктом перегонки настоя жмыха или свежих листьев с водой, содержит продукты гидролиза амигдалина — цианистый водород (ок. 0,1 %) и бензальдегид и раньше широко использовалась как успокаивающее и обезболивающее средство. В настоящее время из конвенциональной фармакопеи вытеснено, но продолжает применяться в гомеопатии (при упорной лихорадке, ночном кашле, митральной недостаточности и по другим показаниям).
Плоды съедобны, приторного вкуса и аромата. Используется для приготовления вина и прохладительных напитков.
В листьях много эфирного масла, их используют как суррогат лавровых листьев и для ароматизации молока.
В листьях содержится 5—10, в коре — 10—11 % танинов, которые можно использовать для получения дубильных экстрактов.

## Фитотоксичность
Основными активными компонентами Prunus laurocerasus являются цианогенные гликозиды, такие как прунасин, самбунигрин и амигдалин. Эти соединения присутствуют в нескольких видах Prunus, включая лавровишню (Prunus laurocerasus), персики, вишни, абрикосы, сливы и нектарины. Жвачные животные, особенно козы, более склонны к развитию отравления Prunus из-за потенциала рубцовой гидролизации. 
У большинства собак и кошек, употребляющих растения, содержащие цианогенные гликозиды, наблюдаются желудочно-кишечные симптомы, включая рвоту, диарею и боль в животе. В зависимости от степени воздействия, также возможны запоры и непроходимость желудочно-кишечного тракта. К особым признакам отравления лавровишней относятся дрожь, тряска, повышенная возбудимость, судороги, затрудненное дыхание, сердечные аритмии, пена изо рта и обильное слюнотечение. 
Существует множество сообщений о случаях отравления коз. Во всех случаях наблюдались острые клинические признаки, включая слабость, угнетенное состояние, гиперсаливацию, судорожную активность, ротовое дыхание, одышку и боковое положение тела. Диагнозы были поставлены посмертно после обнаружения большого количества листьев лавровишни в рубце. Менее 450 г увядших листьев вишневого дерева могут быть смертельными для коз. 

## Таксономия
|  |                                      |  |                                                         |                                                         |                   |  | ещё 8 семейств (согласно Системе APG III) | ещё 8 семейств (согласно Системе APG III) |               |  |  |  | подроды Миндаль, Слива и Emplectocladus | подроды Миндаль, Слива и Emplectocladus |  |  |
|  |                                      |  |                                                         |                                                         |                   |  | ещё 8 семейств (согласно Системе APG III) | ещё 8 семейств (согласно Системе APG III) |               |  |  |  | подроды Миндаль, Слива и Emplectocladus | подроды Миндаль, Слива и Emplectocladus |  |  |
|  |                                      |  |                                                         | порядок Розоцветные                                     |                   |  |                                           |                                           | род Слива     |  |  |  |                                         | вид Лавровишня лекарственная            |  |  |
|  |                                      |  |                                                         | порядок Розоцветные                                     |                   |  |                                           |                                           | род Слива     |  |  |  |                                         | вид Лавровишня лекарственная            |  |  |
|  | отдел Цветковые, или Покрытосеменные |  |                                                         |                                                         | семейство Розовые |  |                                           |                                           | подрод Вишня  |  |  |  |                                         |                                         |  |  |
|  | отдел Цветковые, или Покрытосеменные |  |                                                         |                                                         |                   |  |                                           |                                           |               |  |  |  |                                         |                                         |  |  |
|  |                                      |  | ещё 58 порядков цветковых растений (по Системе APG III) | ещё 58 порядков цветковых растений (по Системе APG III) |                   |  |                                           | ещё 108 родов                             | ещё 108 родов |  |  |  | ещё 68 видов                            |                                         |  |  |
|  |                                      |  |                                                         | ещё 58 порядков цветковых растений (по Системе APG III) |                   |  |                                           |                                           | ещё 108 родов |  |  |  |                                         |                                         |  |  |

## Галерея
| Общий вид взрослого растения | Листья | Соцветия | Плоды |